# Gia Lai – Kon Tum
Gia Lai – Kon Tum là một tỉnh cũ thuộc vùng Tây Nguyên, Việt Nam.

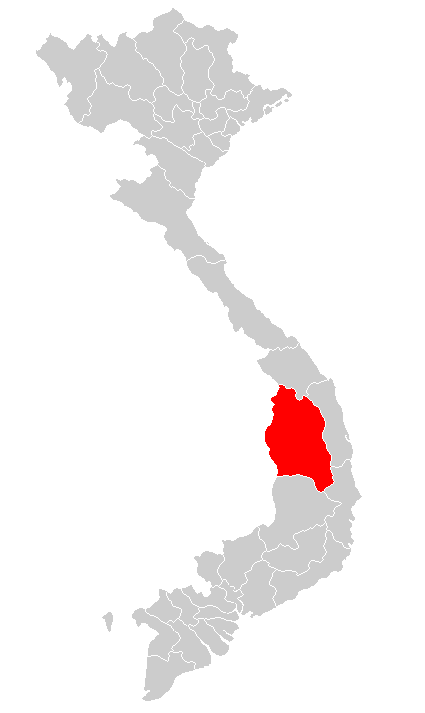
Tỉnh Gia Lai – Kon Tum trên bản đồ hành chính Việt Nam năm 1976

## Địa lý
Tỉnh Gia Lai – Kon Tum nằm ở phía bắc của vùng Tây Nguyên. Trước khi giải thể, tỉnh có vị trí địa lý:
- Phía bắc giáp tỉnh Quảng Nam – Đà Nẵng
- Phía nam giáp tỉnh Đắk Lắk
- Phía đông giáp tỉnh Quảng Ngãi, Bình Định và tỉnh Phú Yên
- Phía tây giáp Lào và Campuchia.

## Diện tích, dân số
- Diện tích (1991): 25.000 km²
- Dân số (1991): 884.365 người

## Lịch sử
Tỉnh Gia Lai – Kon Tum được hình thành từ ngày 20 tháng 9 năm 1975, theo Nghị quyết của Bộ Chính trị Ban Chấp hành Trung ương Đảng Cộng sản Việt Nam trên cơ sở hợp nhất hai tỉnh Gia Lai và Kon Tum. Đến ngày 29 tháng 10 năm 1975, Ủy ban nhân dân cách mạng Khu Trung Trung bộ ra Quyết định sáp nhập hai tỉnh Kon Tum và Gia Lai thành tỉnh Gia Lai – Kon Tum với tỉnh lị đặt tại thị xã Pleiku. Đến ngày 12 tháng 8 năm 1991, theo Nghị quyết kỳ họp thứ 9 của Quốc hội Việt Nam khoá VIII, tỉnh Gia Lai – Kon Tum được tách thành hai tỉnh: Gia Lai và Kon Tum.
Khi hợp nhất, tỉnh Gia Lai – Kon Tum bao gồm 2 thị xã: Pleiku (tỉnh lị), thị xã Kon Tum và 8 huyện: An Khê, Ayun Pa, Chư Păh, Chư Prông, Đăk Glei, Đăk Tô, Kon Plông, Mang Yang.
Trong thời gian tồn tại từ năm 1975-1991, tỉnh Gia Lai – Kon Tum đã có những thay đổi về phân cấp hành chính như: 
- Ngày 10 tháng 10 năm 1978, chia huyện Đak Tô thành 2 huyện: Đak Tô và Sa Thầy[3]
- Ngày 23 tháng 4 năm 1979, chia huyện A Yun Pa thành 2 huyện: Ayun Pa và Krông Pa[4]
- Ngày 17 tháng 8 năm 1981, thành lập huyện Chư Sê[5]
- Ngày 28 tháng 12 năm 1984, chia huyện An Khê thành 2 huyện: An Khê và Kbang[6]
- Ngày 30 tháng 5 năm 1988, chia huyện An Khê thành 2 huyện: An Khê và Kông Chro.[7]

Trước đó, vào ngày 15 tháng 4 năm 1950, Thủ tướng Chính phủ của Việt Nam Dân chủ Cộng hòa đã ra Nghị định sáp nhập hai tỉnh Kon Tum và Gia Lai thành một đơn vị kháng chiến hành chính lấy tên là liên tỉnh Gia Lai – Kon Tum (gọi tắt là tỉnh Gia - Kon). Khi mới thành lập, tỉnh Gia-Kon của VNDCCH được chia địa bàn quản lý thành 7 huyện (tương đương 7 khu), đặt dưới quyền điều hành trực tiếp của Uỷ ban Kháng chiến Hành chính liên tỉnh.
Đến năm 1951, tỉnh Gia-Kon của VNDCCH đã thành lập 3 phân khu đặc biệt gồm: 
- Phân khu Chư Ty thuộc huyện Đăk Bớt (Gia Lai)
- Chia vùng phía Tây của huyện Đăk Glei (Kon Tum) thành Phân khu riêng Tây Đăk Glei
- Chia vùng phía Tây của huyện Plei Kon (Gia Lai) thành Phân khu Tây Plei Kon.

Các địa bàn còn lại được chia thành 5 huyện: Đăk Glei, Kon Plông, Đăk Bớt, An Khê, Plei Kon.
Đến tháng 8 năm 1954, tỉnh Gia-Kon của VNDCCH chính thức chia tách lại thành hai tỉnh Kon Tum và Gia Lai.
Trong Chiến tranh Việt Nam-Campuchia, hai Sư đoàn 307, 309 và Lữ đoàn đặc công 198 của Quân khu 5 thuộc Quân đội Nhân dân Việt Nam đã tiến từ Pleiku theo Quốc lộ 19 về hướng Tây để giao chiến với quân Khmer Đỏ ở Đông Bắc Campuchia.
Đầu năm 1991, tỉnh Gia Lai – Kon Tum có 15 đơn vị hành chính bao gồm: Thị xã Pleiku (tỉnh lị), thị xã Kon Tum và 13 huyện: An Khê, Ayun Pa, Chư Păh, Chư Prông, Chư Sê, Đăk Glei, Đăk Tô, Kbang, Kon Plông, Kông Chro, Krông Pa, Mang Yang, Sa Thầy.
Ngày 12 tháng 8 năm 1991, kỳ họp thứ 9 Quốc hội khóa VIII ra nghị quyết chia tỉnh Gia Lai – Kon Tum để tái lập tỉnh Gia Lai và tỉnh Kon Tum:
- Tỉnh Gia Lai gồm thị xã Pleiku và 9 huyện: An Khê, Ayun Pa, Chư Păh, Chư Prông, Chư Sê, Kbang, Kông Chro, Krông Pa, Mang Yang.
- Tỉnh Kon Tum gồm thị xã Kon Tum và 4 huyện: Đăk Glei, Đăk Tô, Kon Plông, Sa Thầy.